# روبي ارتشر
روبي ارتشر (بالإنجليزية: Ruby Archer)‏ هي كاتِبة ومترجمة أمريكية، ولدت في 28 يناير 1873 في كانساس سيتي في الولايات المتحدة، وتوفيت في 23 يناير 1961.